# Cintura di pieghe del Capo

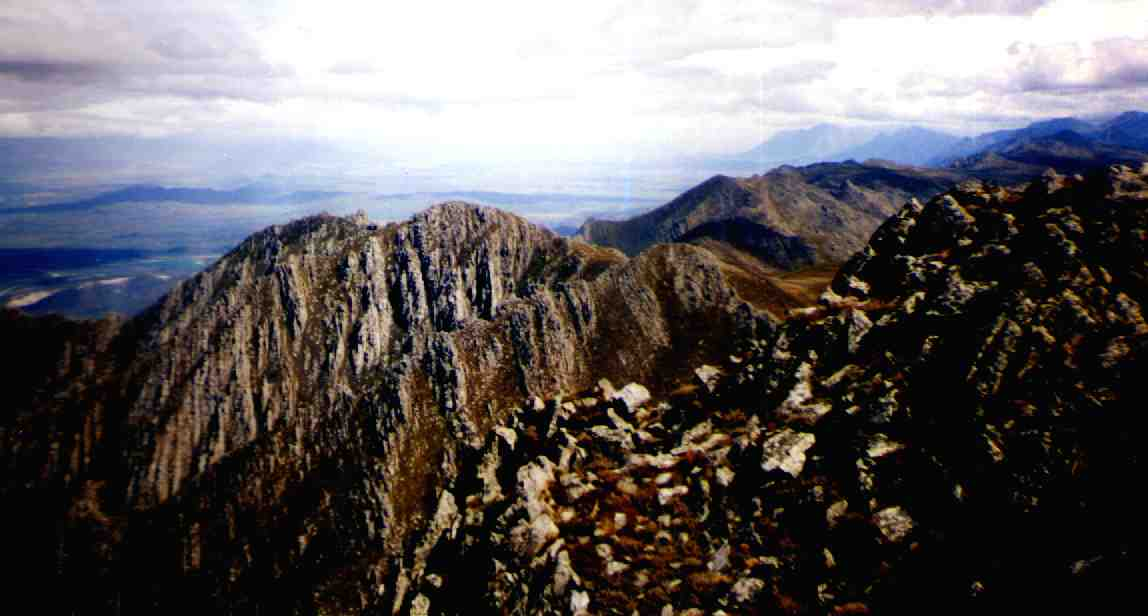
Monti della Cintura di pieghe del Capo presso Robertson

L'espressione Cintura di pieghe del Capo o Catene del Capo designa un supergruppo montuoso che attraversa il Sudafrica sudoccidentale. Raggiunge la massima altitudine con la vetta del Seweweekspoortpiek (2325 m). Seweweekspoortpiek e la vicina Du Toits Peak (1.995 m) sono le uniche due vette del Sudafrica occidentale a superare i 1.500 m. Da ovest a est, il supergruppo comprende i seguenti sistemi montuosi:
- Cederberg
- Monti Olifantsrivier
- Piketberg
- Monti Winterhoek
- Skurweberg
- Monti Hexrivier
- Du Toitskloof
- Drakenstein
- Simonsberg
- Hottentots Holland
- Kogelberg
- Stettynsberge
- Langeberg
- Monti Riviersonderend
- Monti Kleinrivier
- Witteberg
- Swartberg
- Monti Outeniqua
- Monti Langkloof
- Kouga Mountains
- Monti Tsitsikamma
- Baviaanskloof
- Zuurberge